# Список умерших в 630 году

## Апрель
- 27 апреля — Арташир III, царь царей (шахиншах) Ирана (628—630).

## Июнь
- 9 июня — Фаррухан Шахрвараз, узурпатор, царь царей (шахиншах) Ирана (630).

## Октябрь
- 1 октября — Тахом-Укаб-Как, правитель Канульского царства майя со столицей в Цибанче (622—630).

## Декабрь
- 10 декабря — Умм Кульсум бинт Мухаммад, одна из дочерей пророка Мухаммада и Хадиджи.

## Дата смерти неизвестна или требует уточнения
- Абдуллах ибн Убайй, один из лидеров мединского племени бану хазрадж, позднее стал лидером партии «лицемеров».
- Аксам ибн Сайфи, полулегендарный судья, мудрец и поэт Доисламской Аравии.
- Венерий, святой отшельник.
- Гарибальд II, герцог Баварии (610—630).
- Маэл Фитрих мак Аэдо, король Айлеха (628—630).
- Органа, вождь племён оногуров (гуннов), князь (хан) булгарских племён, основатель Великой Булгарии.
- Тардуш-шад, 1-й ябгу Тохаристана (619—630).
- Тун ябгу каган, каган Западно-тюркского каганата (618—630).
- Урва ибн Масуд, сподвижник пророка Мухаммеда, вождь племени сакиф в Таифе.
- Фульгенций Эсихский, святой римско-католической церкви, епископ Картахены и Эсихи, патрон епархии Картахены и епархии Пласенсии.
- Чао Юаньфан, китайский врач, придворный медик.
- Этельвальд Кентский, король Кента (616—630).